# Aphis costalis
Aphis costalis är en insektsart. Aphis costalis ingår i släktet Aphis och familjen långrörsbladlöss. Inga underarter finns listade i Catalogue of Life.